# (6102) Visby
(6102) Visby ist ein Asteroid des mittleren Hauptgürtels. Er wurde am 21. März 1993 im Rahmen des Uppsala-ESO Surveys of Asteroids and Comets am La-Silla-Observatorium der Europäischen Südsternwarte in Chile (IAU-Code 809) entdeckt. Sichtungen des Asteroiden hatte es vorher schon mehrere gegeben, zum Beispiel vom 10. bis 14. Oktober 1990 unter der vorläufigen Bezeichnung 1990 TV11 am Karl-Schwarzschild-Observatorium in Tautenburg und am 31. Dezember 1991 (1991 YQ2) an der auf dem Kitt Peak gelegenen Außenstation des Steward Observatory.
Der mittlere Durchmesser des Asteroiden wurde mit 4,473 (±0,168) km berechnet, die Albedo mit 0,292 (±0,077).
(6102) Visby wurde am 28. September 1999 nach der schwedischen Stadt Visby benannt.